# Love, Reign o'er Me/Water
Love, Reign O'er Me/Water è un singolo dei The Who del 1973.

## Tracce
Lato A
1. Love, Reign O'er Me – 3:11 (Pete Townshend)

Lato B
1. Water – 4:43 (Pete Townshend)

## Brani
Love, Reign O'er Me
La versione del singolo è più breve rispetto a quella dell'album, in quanto manca l'introduzione e la sequenza finale è differente in quanto finisce con l'utilizzo di un sintetizzatore anziché un assolo di batteria e chitarra come avviene sull'album.
La canzone riguarda il personaggio principale della storia narrata nell'opera rock, Jimmy, che ha una crisi, ruba una barca e scappa su un'isola.
Riguardo alla canzone, Pete Townshend dichiarò:
Water
Il brano, già pubblicato nel precedente singolo 5:15/Water, non è compreso nella versione ufficiale dell'album Quadrophenia; verrà aggiunto nelle versioni successive come bonus track.

## Influenza culturale
- La canzone "Windswept Thumb" contenuta nell'album dei Marillion, Misplaced Childhood include un verso (non facente parte delle liriche officiali) che dice "Rain on me". L'album contiene numerose referenze musicali e questo è un chiaro omaggio alla canzone.[senza fonte]
- La canzone è servita come ispirazione per il film del 2007 Reign Over Me di Mike Binder.[senza fonte] La canzone compare anche sui titoli di coda, anche se cantata dai Pearl Jam.

## Cover
- Nel 2002, il cantautore Graziano Romani pubblica una cover del brano all'interno del suo album Lost and Found: Songs for the Rocking Chairs.
- I Pearl Jam pubblicarono una cover della canzone nel 2007 come singolo e parte della colonna sonora del film Reign Over Me.